# Prix Jean-Le-Gonidec
Le Prix Jean-Le-Gonidec est une course hippique de trot attelé se déroulant au mois de juin (en février avant 2022) sur l'hippodrome de Vincennes.
C'est une course européenne de Groupe II réservée aux chevaux de 5 ans (hongres exclus), ayant gagné au moins 45 000 €.
Elle se court sur la distance de 2 175 mètres (grande piste), départ volté (2 700 mètres avant 2022). L'allocation s'élève à 120 000 €, dont 54 000 € pour le vainqueur.
L'épreuve est créée en janvier 1948 et prend dans le calendrier la place du Prix de Compiègne aux conditions similaires,.

## Palmarès depuis 1972
| Année | Vainqueur          | Pays     | Père              | Driver               | Entraîneur              | Distance | Réd.km |
| ----- | ------------------ | -------- | ----------------- | -------------------- | ----------------------- | -------- | ------ |
| 2025  | Kanto Avis         | France   | Ready Cash        | Benjamin Rochard     | Marc Sassier            | 2 175 m  | 1'10"6 |
| 2024  | Jamin de Brion     | France   | Charly du Noyer   | Matthieu Abrivard    | Matthieu Abrivard       | 2 175 m  | 1'10"6 |
| 2023  | Idao de Tillard    | France   | Sévérino          | Clément Duvaldestin  | Thierry Duvaldestin     | 2 175 m  | 1'09"7 |
| 2022  | Hohneck            | France   | Royal Dream       | François Lagadeuc    | Philippe Allaire        | 2 175 m  | 1'10"8 |
| 2021  | Green Grass        | France   | Bold Eagle        | Mathieu Mottier      | Sébastien Guarato       | 2 700 m  | 1'14"1 |
| 2020  | Florida Sport      | France   | Tornado Bello     | Yoann Lebourgeois    | Dominique Blond         | 2 700 m  | 1'12"3 |
| 2019  | Éclipse Danica     | France   | Hasting           | Pierre Vercruysse    | Pierre Vercruysse       | 2 700 m  | 1'13"9 |
| 2018  | Darling de Reux    | France   | Prodigious        | Alexandre Abrivard   | Laurent-Claude Abrivard | 2 700 m  | 1'13"4 |
| 2017  | Charly du Noyer    | France   | Ready Cash        | Yoann Lebourgeois    | Philippe Allaire        | 2 175 m  | 1'12"6 |
| 2016  | Bélina Josselyn    | France   | Love You          | Jean-Michel Bazire   | Jean-Michel Bazire      | 2 175 m  | 1'11"9 |
| 2015  | Amiral Sacha       | France   | Ganymède          | Gabriele Gelormini   | Florent Lamare          | 2 175 m  | 1'13"1 |
| 2014  | Vanika du Ruel     | France   | Jardy             | Franck Anne          | Franck Anne             | 2 175 m  | 1'12"8 |
| 2013  | Oropuro Bar        | Italie   | Love You          | Marco Smorgon        | Marco Smorgon           | 2 175 m  | 1'12"2 |
| 2012  | Tabler             | France   | Dahir de Prelong  | Bernard Piton        | Jean-Pierre Viel        | 2 175 m  | 1'12"9 |
| 2011  | Main Wise As       | Italie   | Yankee Glide      | Pierre Levesque      | Pierre Levesque         | 2 175 m  | 1'12"2 |
| 2010  | Rhéa Pride         | France   | Love You          | Thierry Duvaldestin  | Thierry Duvaldestin     | 2 175 m  | 1'12"5 |
| 2009  | Qualmio de Vandel  | France   | Gobernador        | Thierry Duvaldestin  | Thierry Duvaldestin     | 2 175 m  | 1'12"4 |
| 2008  | Ghiaccio del Nord  | Italie   | Bon Vivant        | Enrico Bellei        | Claus Ernst Hollmann    | 2 175 m  | 1'11"5 |
| 2007  | Okapi de Fael      | France   | Gai Brillant      | Franck Nivard        | Thierry Duvaldestin     | 2 850 m  | 1'15"2 |
| 2006  | Nijinski Blue      | France   | Extreme Dream     | Yves Dreux           | Michel Donio            | 2 850 m  | 1'14"9 |
| 2005  | Mage de la Mérité  | France   | Écho              | Jos Verbeeck         | Yannick-Alain Briand    | 2 850 m  | 1'16"3 |
| 2004  | Liberty d'Ar       | France   | Extreme Dream     | Nicolas Roussel      | Alain Roussel           | 2 850 m  | 1'14"2 |
| 2003  | Kiwi               | France   | Coktail Jet       | Jos Verbeeck         | Fabrice Souloy          | 2 850 m  | 1'14"9 |
| 2002  | Royal Gull         | Suède    | Alf Palema        | Jos Verbeeck         | Jan Kruithof            | 2 850 m  | 1'14"9 |
| 2001  | Ipson de Mormal    | France   | Biesolo           | Ulf Nordin           | Ulf Nordin              | 2 850 m  | 1'15"5 |
| 2000  | Hulk des Champs    | France   | Blue Dream        | Pierre Coignard      | Philippe Allaire        | 2 850 m  | 1'16"3 |
| 1999  | Goetmals Wood      | France   | And Arifant       | Bernard Piton        | Jean-Paul Piton         | 2 900 m  | 1'17"4 |
| 1998  | Mr Quickstep       | Suède    | Mr Drew - My Joy  | Jos Verbeeck         | Peter Engberg           | 2 900 m  | 1'16"  |
| 1997  | Écho du Tonnerre   | France   | Tonnerre d'Amour  | Philippe Bazire      | Laurent G.-Fernandes    | 2 900 m  | 1'18"7 |
| 1996  | Dahir de Prélong   | France   | Fakir du Vivier   | Bertrand Lefèvre     | Bertrand Lefèvre        | 2 925 m  | 1'19"5 |
| 1995  | Hiosco du Vivier   | Belgique | Park Ridge Lobell | Jos Verbeeck         | Alphonse Vanberghen     | 2 900 m  | 1'20"3 |
| 1994  | Best Bourbon       | France   | High Echelon      | Jean-Philippe Dubois | Jean-Philippe Dubois    | 2 925 m  | 1'17"3 |
| 1993  | Arnaqueur          | France   | Fakir du Vivier   | Karim Hawas          | Ali Hawas               | 2 650 m  | 1'16"4 |
| 1992  | Vita Nuova         | France   | Jorky             | Jean-Étienne Dubois  | Jean-Philippe Dubois    | 2 650 m  | 1'17"9 |
| 1991  | Ultime Atout       | France   | Jalno             | Ghislain Fontenay    | Ghislain Fontenay       | 2 650 m  | 1'17"6 |
| 1990  | Takima             | France   | Chambon P         | Jan Kruithof         | Jan Kruithof            | 2 650 m  | 1'18"3 |
| 1989  | Sancho Pança       | France   | Chambon P         | Joël Hallais         | Joël Hallais            | 2 675 m  | 1'19"  |
| 1988  | Riton du Gîte      | France   | Buffet II         | Michel Lenoir        | Georges Lelièvre        | 2 650 m  | 1'17"7 |
| 1987  | Quartz             | France   | Granit            | Jean-Claude Hallais  | Jean-Claude Hallais     | 2 650 m  | 1'18"9 |
| 1986  | Petit Sam          | France   | Florestan         | Jean-René Gougeon    | Jean-René Gougeon       | 2 650 m  | 1'21"2 |
| 1985  | Opprimé            | France   | Coppet            | Jean-Pierre Viel     | Jean-Pierre Viel        | 2 650 m  | 1'18"9 |
| 1984  | Natacha du Buisson | France   | Amyot             | Léopold Verroken     | Léopold Verroken        | 2 650 m  | 1'20"4 |
| 1983  | Minou du Donjon    | France   | Quioco            | Michel Roussel       | Jean-Lou Peupion        | 2 625 m  | 1'18"8 |
| 1982  | La Bourrasque      | France   | Buffet II         | Jean-Pierre Viel     | Jean-Pierre Viel        | 2 600 m  | 1'21"  |
| 1981  | Khali de Vrie      | France   | Quirinus III      | Roger Baudron        | Roger Baudron           | 2 600 m  | 1'19"6 |
| 1980  | Jacob du Chignon   | France   | Narioca           | Philippe Rouer       | Philippe Rouer          | 2 600 m  | 1'19"4 |
| 1979  | Ianthin            | France   | Vésuve T          | Paul Delanoë         | Paul Delanoë            | 2 600 m  | 1'21"8 |
| 1978  | Hêtre Vif          | France   | Son Idylle P      | François Brohier     | François Brohier        | 2 600 m  | 1'20"  |
| 1977  | Gamélia            | France   | Kerjacques        | Pierre-Léopold Marie |                         | 2 600 m  | 1'19"2 |
| 1976  | Fakir du Vivier    | France   | Sabi Pas          | Gerhard Krüger       |                         | 2 600 m  | 1'18"2 |
| 1975  | Esquirol           | France   | Hairos II         | Jean-Pierre Dubois   |                         | 2 600 m  | 1'19"8 |
| 1974  | Duo de Pampa       | France   | Faon Kairos       | André-Denis Ollivaud |                         | 2 600 m  | 1'21"  |
| 1973  | Casdar             | France   | Mitsouko          | Jean-Claude Hallais  |                         | 2 600 m  | 1'19"9 |
| 1972  | Beau Ludois L      | France   | Pacha Grandchamp  | Jean-René Gougeon    |                         | 2 600 m  | 1'20"6 |